# 拉绍尼沙普拜伦奇
拉绍尼沙普拜伦奇，是匈牙利包尔绍德-奥包乌伊-曾普伦州所辖的一个村。总面积9.16平方公里，总人口583，人口密度63.6人/平方公里（2011年1月1日）。